# Liste der denkmalgeschützten Objekte in Bad Sauerbrunn
Die Liste der denkmalgeschützten Objekte in Bad Sauerbrunn enthält die 11 denkmalgeschützten, unbeweglichen Objekte der burgenländischen Gemeinde Bad Sauerbrunn.

## Denkmäler
| Foto  |                 | Denkmal                                                                                                | Standort                                            | Beschreibung | Metadaten |
| ----- | --------------- | --- | --------------------------------------------------- | --- | --- |
| ja    | Datei hochladen | ehemaliger Musikpavillon im alten Kurpark HERIS-ID: 25844 Objekt-ID: 22293                             | Bahnhofplatz 2/Kirchengasse Standort KG: Sauerbrunn | Die Holzkonstruktion mit vom Jugendstil inspirierten Dekor stammt aus der Zeit um 1900. | BDA-Hist.: Q37896766 Status: Bescheid Stand der BDA-Liste: 2025-06-30 Name: Musikpavillon im alten Kurpark GstNr.: 762/4 Musikpavillon Bad Sauerbrunn                                             |
| ja    | Datei hochladen | Jüdischer Friedhof HERIS-ID: 98658 Objekt-ID: 114597                                                   | Eisenstädter Straße 56 Standort KG: Sauerbrunn      | Der Friedhof wurde 1908 von der Chewra Kadischa in Mattersburg für die Bestattung von Kurgästen des Heilbades angelegt. | BDA-Hist.: Q23198000 Status: § 2a Stand der BDA-Liste: 2025-06-30 Name: Jüdischer Friedhof GstNr.: 287/1 Jewish cemetery Bad Sauerbrunn                                                           |
| ja    | Datei hochladen | Villa Esterházy HERIS-ID: 25837seit 2021                                                               | Kirchengasse 4 Standort KG: Sauerbrunn              | | BDA-Hist.: Q107552522 Status: Bescheid Stand der BDA-Liste: 2025-06-30 Name: Villa Esterházy GstNr.: 681/1 Villa Esterházy, Bad Sauerbrunn                                                        |
| ja    | Datei hochladen | Seniorenresidenz Rosengarten HERIS-ID: 25838 Objekt-ID: 22287seit 2012                                 | Kirchengasse 6 Standort KG: Sauerbrunn              | | BDA-Hist.: Q37896713 Status: Bescheid Stand der BDA-Liste: 2025-06-30 Name: Seniorenresidenz Rosengarten GstNr.: 682/4                                                                            |
| ja    | Datei hochladen | Anlage Kath. Pfarrkirche Mariae Himmelfahrt mit Glockenturm und Steinkruzifix HERIS-ID: 47093seit 2021 | Kirchengasse 7 Standort KG: Sauerbrunn              | Die Kirche mit Zeltdach und freistehendem Glockenturm wurde 1967–1970 von Josef Patzelt errichtet. An der Westseite der Kirche befindet sich ein Steinkruzifix, das laut Inschrift an das Jubeljahr 1900 erinnert. | BDA-Hist.: Q1899595 Status: Bescheid Stand der BDA-Liste: 2025-06-30 Name: Anlage Kath. Pfarrkirche Mariae Himmelfahrt mit Glockenturm und Steinkruzifix GstNr.: 749/2 Pfarrkirche Bad Sauerbrunn |
| ja    | Datei hochladen | Badeanlage HERIS-ID: 25845 Objekt-ID: 22294                                                            | Mattersburgerstraße 27a Standort KG: Sauerbrunn     | Das Schwimmbad stammt aus der Ausbauphase des Ortes in der Zwischenkriegszeit und wurde 1929 erbaut. Die Kabinenanlagen sind symmetrisch angeordnet und dem Bau ist ein Portikus vorgelagert. | BDA-Hist.: Q37896783 Status: § 2a Stand der BDA-Liste: 2025-06-30 Name: Badeanlage GstNr.: 191 Badeanlage Bad Sauerbrunn                                                                          |
| ja    | Datei hochladen | Villa Pinesitz/Wetti HERIS-ID: 29008seit 2022                                                          | Promenade 1 Standort KG: Sauerbrunn                 | | BDA-Hist.: Q112893581 Status: Bescheid Stand der BDA-Liste: 2025-06-30 Name: Villa Pinesitz/Wetti GstNr.: 678/1                                                                                   |
| ja    | Datei hochladen | Ehem. Villa Paula HERIS-ID: 25841 Objekt-ID: 22290                                                     | Waldgasse 23 Standort KG: Sauerbrunn                | Die Villa Paula mit ihrem markanten Turm entstand nach 1870, als der Ort seinen ersten Aufschwung erlebte und ist noch weitgehend in originalen Formen erhalten. Sie wurde vor 2010 saniert. | BDA-Hist.: Q37896740 Status: Bescheid Stand der BDA-Liste: 2025-06-30 Name: Ehem. Villa Paula GstNr.: 42                                                                                          |
| ja    | Datei hochladen | Villenanlage, Villa Hartig I, Villa Hartig II und Gartenhaus HERIS-ID: 111290 Objekt-ID: 129095        | Wiesenerstraße 5 Standort KG: Sauerbrunn            | Das Denkmalobjekt umfasst zwei Villen und ein zugehöriges Gartenhaus. Die Villa Hartig I wurde 1875 erbaut und 1881 von Eugen Hartig aus der Besitzerfamilie der Zuckerfabrik Siegendorf ersteigert. Der Grundriss ist kreuzförmig, am Schnittpunkt der beiden Satteldächer befindet sich ein Turmaufsatz. Die Fassade weist backsteingerahmte Rundbogenfenster und zum Hang hin eine zweistöckige hölzerne Veranda auf. Die größere Villa Hartig II mit dem charakteristischen Eckturm wurde 1892 erbaut. Die Gartenfassade zum Hang hin ist mit einer repräsentativen Loggia ausgestattet. | BDA-Hist.: Q37823116 Status: Bescheid Stand der BDA-Liste: 2025-06-30 Name: Villenanlage, Villa Hartig I, Villa Hartig II und Gartenhaus GstNr.: 771, 768, 770/2 Hartig-Villenanlage              |
| ja BW | Datei hochladen | Hartigkapelle HERIS-ID: 111825 Objekt-ID: 129835seit 2014                                              | Wiesenerstraße 5 Standort KG: Sauerbrunn            | | BDA-Hist.: Q37826959 Status: Bescheid Stand der BDA-Liste: 2025-06-30 Name: Hartigkapelle GstNr.: 773                                                                                             |
| ja    | Datei hochladen | Gemeindeamt HERIS-ID: 25842 Objekt-ID: 22291                                                           | Wr. Neustädterstraße 2 Standort KG: Sauerbrunn      | Das Gemeindeamt befindet sich in einer Villa aus dem ausgehenden 19. Jahrhundert. | BDA-Hist.: Q37896753 Status: § 2a Stand der BDA-Liste: 2025-06-30 Name: Gemeindeamt GstNr.: 592/1 Gemeindeamt Bad Sauerbrunn                                                                      |